# Margot Mayo

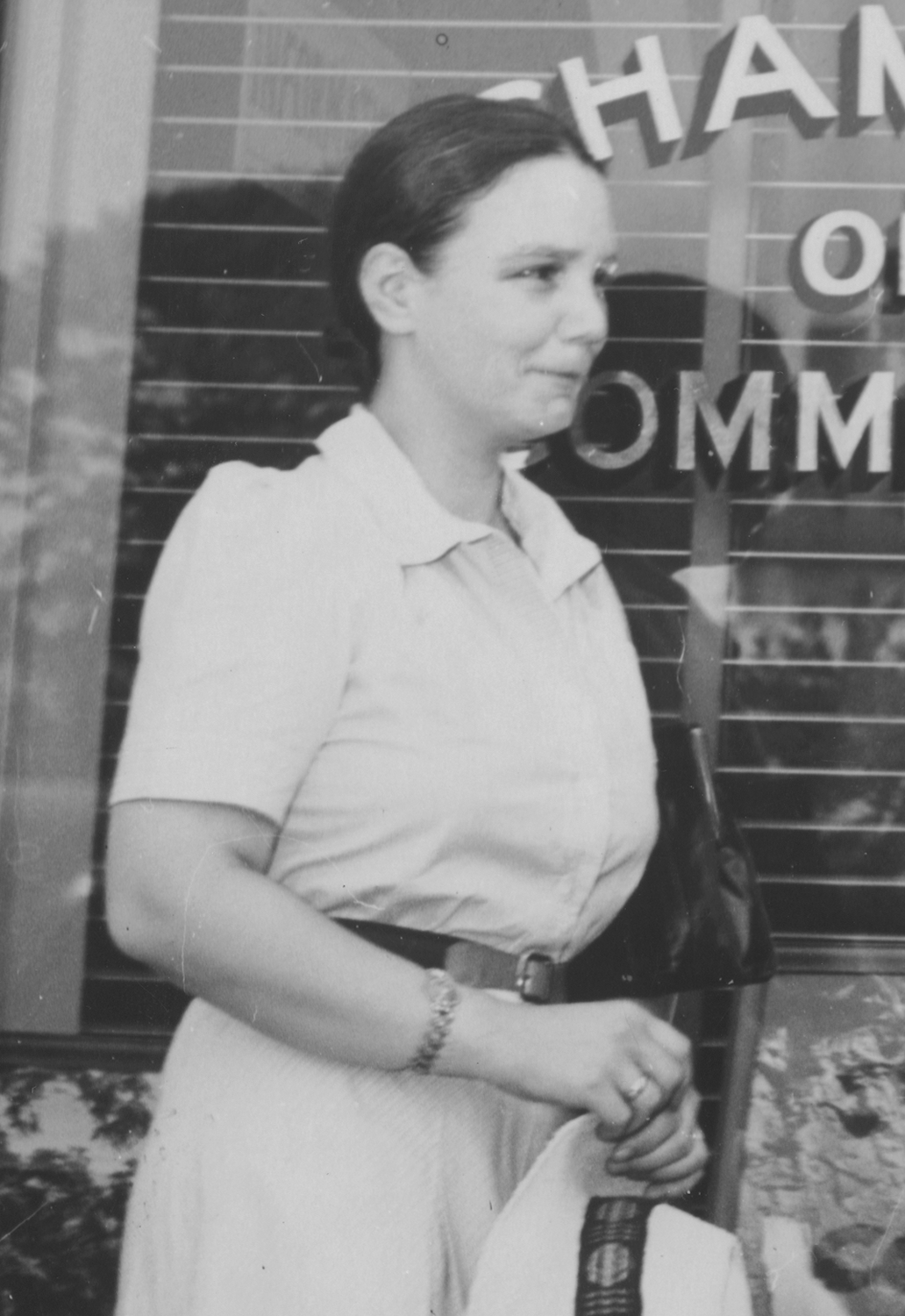
Miss Margot Mayo (zwischen 1938 und 1950)

Margot Mayo (geboren am 30. Mai 1910 in Commerce, Texas; gestorben im Mai 1974 in New York City) war eine amerikanische Tanzlehrerin, Pädagogin und Sammlerin von Volksmusik.

## Frühes Leben
Margot Mayo wurde am 30. Mai 1910 als Margaret Melba Mayo in Commerce, Texas, geboren. Sie war das jüngste von acht Kindern von William Leonidas Mayo, dem Gründungspräsidenten des East Texas Normal College.

## Karriere
Mayo war eine Schlüsselfigur bei der Wiederbelebung des Volkstanzes, des Square Dance und der amerikanischen Volksmusik in den 1940er Jahren in New York City. 1934 gründete sie die American Square Dance Group und agierte als Herausgeberin der von dieser herausgegebenen Zeitschrift Promenade. 1943 veröffentlichte sie das Handbuch The American Square Dance. Sie und ihre American Square Dance Group traten im Pete-Seeger-Dokumentarfilm To Hear Your Banjo Play von 1947 auf. Das Folk-Revival in New York City geht auf das wiedererwachte Interesse an Square Dance und Folk Dancing in den 1940er Jahren zurück, wodurch Musiker wie Pete Seeger bekannt wurden.

## Privatleben
Margo Mayo lebte mit ihrer Schwester Gladys zusammen, die von 1921 bis 1950 Klavierlehrerin und Mitglied der Klavierfakultät der Juilliard School of Music war. Sie wohnten in der Nähe von Juilliard am Riverside Drive. Margot Mayo verstarb im Mai 1974 in New York City.

## Bibliographie (Auswahl)
- Mayo, Margot: The American Square Dance. New York: Sentinel books. 1943.